# ترافلجار لو
ترافلجار دي واتر لاو، ويُعرف باسم ترافلجار لاو، هو شخصية من سلسلة ون بيس يمثل قبطان وطبيب طاقم قراصنة القلب ولقبه جراح الموت، من الأزرق الشمالي وهو من الجيل الأسوأ، وكان يشغل منصب شيتشيبوكاي بعد أن قدّم لحكومة العالم 100 قلب لقراصنة مطلوبين، بعد ذلك تقابل مع لوفي في بانك هازارد ثُمّ تحالفوا بهدف إسقاط كايدو (ملك الوحوش) وهو أقوى مخلوق في العالم وكان من خططه إسقاط الشيتشيبوكاي دوفلامينغو وكانت الخطة تصفية حسابات بينه وبين دوفلامينغو عمرها أكثر من 13 سنة بعد أن قتل دوفلامينغو أخوه روزونيت (كورازون) وقد هُزم دوفلامينغو على يد تحالف لوفي ولاو، وقد حققوا بعدها هدف تحالفهم وهو إسقاط اليونكو كايدو.
كما أن لاو أيضًا يعتبر من عائلة الدي التي تُعرف بقوتها وما تزال غامضة إلى الآن.

## المظهر
يلبس قبعة بيضاء منقطة بنقط سوداء، ويلبس حلقتين ذهبيتين على الإذن اليمنى واليسرى، وعلى يديه اليسرى واليمنى توجد على أصابعه كلمة D.E.A.T.H -التي تعني "الموت"- وثوب أسود، ولديه شعر في ذقنه، و يلبس جنز منقط بنقط سوداء، حذاء أسود، و يحمل سيف من كتفه إلى ركبتيه.

## دوره في حرب المارينفورد
عندما كان القرصان جينبي يحمل لوفي وهو مغشيًا عليه، ظهرت غواصة لو من العدم لتحمل لوفي وتعالجه بعد أن كان قريبًا من الموت قام فيها لو بعملية جراحية للوفي بعد أن أصابه الأميرال أكاينو في الحرب.

## ماضيه
لاو كان يعيش بسلام في المدينة البيضاء إلى أن ظهر مرض يدعى بالرصاص الأبيض وقد حوصرت المدينة وقتل جميع سكانها إلى أن استطاع لو أن يهرب عن طريق عربة جثث ومن بعدها انضم إلى دونكيهوتي دوفلامينغو وأصبح أحد منفذي عائلة دونكيهوتي وعندما علم كورازون (وهو الأخ الاصغر لدوفلامينغو) بان لاو من عائلة الدي طلب منه الابتعاد عن دوفلامينغو ولكنه لم يستمع إليه، وبعد مدة قام كورازن بالبحث عن علاج لمرض لو واستطاع الحصول على علاج عن طريق فاكهة شيطان تدعى «أوبي أوبي نو مي» ومعناها العملية أو التعديل وهي تلك الفاكهة الذي كان دوفلامينغو يحاول شرائها بمبلغ وقدره 5,000,000,000 مليار بيري
والذي جعل لاو يحمل الحقد على دوفلامينغو هو عندما قتل دوفلامينغو كوزان أخوه الأصغر ويسعى للانتقام منه.

## تحالفاته
- قراصنة قبعة القش (انتهى في بلاد وانو)

- حكومة العالم بصفته شيتشيبوكاي (انتهى في دريسروزا)